# ناردودیپاچه
ناردودیپاچه (به ایتالیایی: Nardodipace) یک کومونه در ایتالیا است که در استان ویبو والنتیا واقع شده‌است. ناردودیپاچه ۳۲٫۷ کیلومتر مربع مساحت و ۱٬۴۱۹ نفر جمعیت دارد.